# باربارا جوردن (تنس)
باربارا جوردن (بالإنجليزية: Barbara Jordan)‏ مواليد 2 أبريل 1957 في ميلواكي، هي لاعبة كرة مضرب أمريكية تلعب باليد اليمنى. هي إحدى بطلات الجراند سلام. أعلى تصنيف لها في الفردي كان المركز الـ 37 في سنة 1980.

## بطولات حققتها
- بطولة أستراليا المفتوحة للتنس

## النهائيات

### الفردي
| الحصيلة | السنة | البطولة                       | الأرضية | المنافس في النهائي | النتيجة في النهائي |
| الفوز   | 1979  | بطولة أستراليا المفتوحة للتنس | عشبية   | شارون والش         | 6–3, 6–3           |

## روابط خارجية
- باربارا جوردن على موقع رابطة محترفات التنس (الإنجليزية)
- باربارا جوردن على موقع الاتحاد الدولي لكرة المضرب (الإنجليزية)
- باربارا جوردن على موقع خلاصة التنس.كوم (الإنجليزية)